# Aberfeldy
Aberfeldy (Skotsk gælisk: Obar Pheallaidh) er en by (town) i regionen Perth and Kinross i Skotland. Historisk set er det indenfor området Atholl.
Ved folketællingen i 2001 havde Aberfeldy 1.895 indbyggere. 
I 2006 blev folketallet anslået til 1.940 indbyggere. 5,17 % af indbyggerne taler gælisk.
Aberfeldy ligger ved floden Tay, cirka 5 kilometer fra flodens udspring i Loch Tay. Nærmeste større by er Perth, ca. 30 kilometer sydøst for Aberfeldy.
Robert Burns skrev et digt ved navn The Birks of Aberfeldy.
J.K. Rowling, forfatter til bøgerne om Harry Potter, ejer herskabshuset Killiechassie House ved Aberfeldy.

## Eksterne links
- Aberfeldy på whiskywiki.no Arkiveret 11. marts 2016 hos  Wayback Machine
- Aberfeldy&Loch Tay turistinformation